# Дисперсійні сили
Дисперсі́йні си́ли, си́ли Ло́ндона (рос. дисперсионное взаимодействие, [силы Лондона], англ. dispersion forces, [London forces]) — міжмолекулярні притягальні сили, що виникають з тимчасової асиметрії розподілу густини електричного заряду між неполярними молекулами. Є складовими взаємодії між полярними молекулами. Величина таких сил залежить від поляризовності молекул і є обернено пропорційною до віддалі в шостому степені. Так енергія дисперсійної взаємодії між двома молекулами метану на відстані 3Å становить близько –1,1 ккал·моль–1. 
Дисперсійні сили — частина сил Ван дер Ваальса.